# Seznam montpellierských biskupů a arcibiskupů
Toto je seznam montpellierských biskupů a arcibiskupů. V roce 1536 bylo sídlo diecéze přeneseno z Maguelone do Montpellieru, který byl v roce 2002 povýšen na arcidiecézi.

## Biskupové maguelonští (do 1536)
- Boèce (Boecio) 589
- Geniès (Genesio) 597–633?
- Gumild 672 / 673
- Vincent 683
- Johann I. 791
- Ricuin I. 812–817
- Argemire 818 / 819
- Stabellus 821–823
- Maldomer 867
- Abbo 875–897
- Gontier 906–909
- Pons 937–947
- Ricuin II. 975
- Pierre I. de Melgueil 988–1030 nebo 1004–1019
- Arnaud I. 1030–1060
- Bertrand I. 1060 nebo 1061–1079 nebo 1080
- Godefroi (Geoffroi) 1080–1104
- Gautier de Lille 1104–1129
- Raimond I. 1129–1158
- Jean de Montlaur 1158–1190
- Guillaume de Raimond 1190–1195
- Guillaume de Fleix 1195–1202
- Guillaume D’Autignac (Antignac) 1203 nebo 1204–1216
- Bernard de Mèze 1216–1230 nebo 1232
- Jean de Montlaur II 1232–1247
- Reinier Saccoin 1247–1249
- Pierre de Conques 1248–1256
- Guillaume Christophe 1256–1263
- Bérenger de Frédol 1263–1296
- Gaucelin de La Garde 1296–1304 nebo 1305
- Pierre de Lévis de Mirepoix 1305 nebo 1306–1309
- Jean Raimond de Comminges 1309–1317
- Gaillard Saumate 1317–1318
- André de Frédol 1318–1328
- Jean de Vissec 1328–1334
- Pictavin de Montesquiou 1334–1339
- Arnaud de Verdale 1339–1352
- Aldouin Alberti 1352–1353
- Durand de Chapelles 1353–1361
- Pierre de Canillac 1361
- Dieudonné de Canillac 1361–1367
- Gaucelin de Déaux (Dreux) 1367–1373
- Pierre de Vernols 1373–1389
- Antoine de Lovier 1389–1405
- Pierre Adhémar 1405 nebo 1408–1415
- Bl. kardinál Louis Aleman 1418–1423
- Guillaume Forestier 1423–1429
- Léger Saporis D’Eyragues 1429–1430
- Bertrand Robert 1431–1433
- Robert de Rouvres 1433–1453
- Maur de Valleville 1453–1471
- Jean Bonald 1471 nebo 1472–1487
- Guillaume Le Roy de Chavigny 1487–1488
- Izarn Barrière 1487 nebo 1488–1498
- Guillaume Pellicier I. 1498–1527 nebo 1529,
- Guillaume Pellicier II. 1527 nebo 1529–1568

## Biskupové montpellierští (1536-2002)
- Guillaume Pellicier 1527 nebo 1529–1568
- Antoine de Subjet de Cardot 1573–1596
- Guitard de Ratte 1596–1602
- Jean Garnier 1603–1607
- Pierre Fenolliet (Fenouillet) 1607–1652
- kardinál Rinaldo d'Este 1653–1655
- François Bosquet 1655–1676
- Charles de Pradel 1676–1696
- Charles-Joachim Colbert de Croissy 1696–1714
- Georges-Lazare Berger de Charency 1738–1748
- François Renaud de Villeneuve 1748–1766
- Raymond de Durfort Léobard 1766–1774
- Joseph-François de Malide 1774–1790
  - Dominique Pouderous 1791–1799 ústavní biskup Hérault
  - Alexandre Victor Rouanet 1799–1801 ústavní biskup Hérault
- Jean-Louis-Simon Rollet 1802–1806
- Nicolas Marie Fournier de La Contamine 1806–1834
- Charles-Thomas Thibault 1835–1861
- François-Marie-Joseph Lecourtier 1861–1873
- kardinál François-Marie-Anatole de Rovérié de Cabrières 1873–1921
- René-Pierre Mignen 1922–1931
- Gabriel Brunhes 1932–1949
- Jean Duperray 1949–1957
- Cyprien-Louis-Pierre-Clément Tourel 1958–1976
- Louis-Antoine-Marie Boffet 1976–1996
- Jean-Pierre Bernard Ricard 1996–2001

## Arcibiskupové montpellierští (od 2002)
- Guy Thomazeau 2002–2011
- Pierre-Marie Carré 2011-2022
- Norbert Turini od 2022